# 콜드 미러
콜드 미러(cold mirror)는 전체 가시광선 스펙트럼을 반사하면서 적외선 파장을 매우 효율적으로 투과하는 특수 유전체 거울, 즉 이색 필터이다. 핫 미러와 유사하게, 콜드 미러는 0도에서 45도 범위의 입사각을 위해 설계될 수 있으며, 간섭 필터와 유사한 방식으로 다층 유전체 박막 코팅으로 구성된다. 적외선 사진술에 사용되는 필터가 가시광선(및 더 짧은) 파장을 흡수하는 반면, 콜드 미러는 가시광선 파장을 반사하도록 설계된다. 콜드 미러는 레이저 시스템과 함께 이색 빔 분할기로 사용되어 적외선을 투과시키면서 가시광선 파장을 반사할 수 있다.

## 같이 보기
- 거울
- 핫 미러